# Грейдер

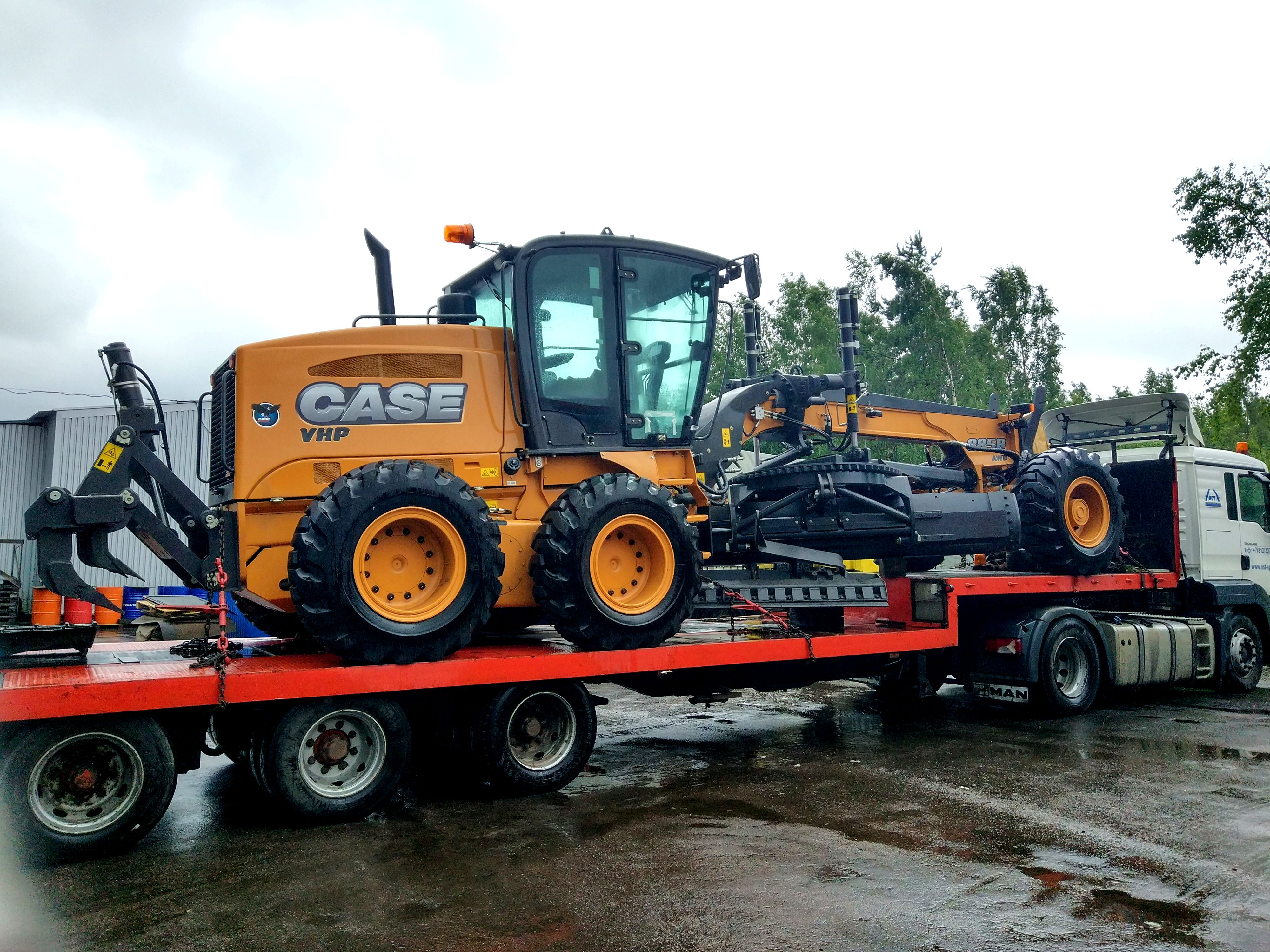
Дорожный грейдер

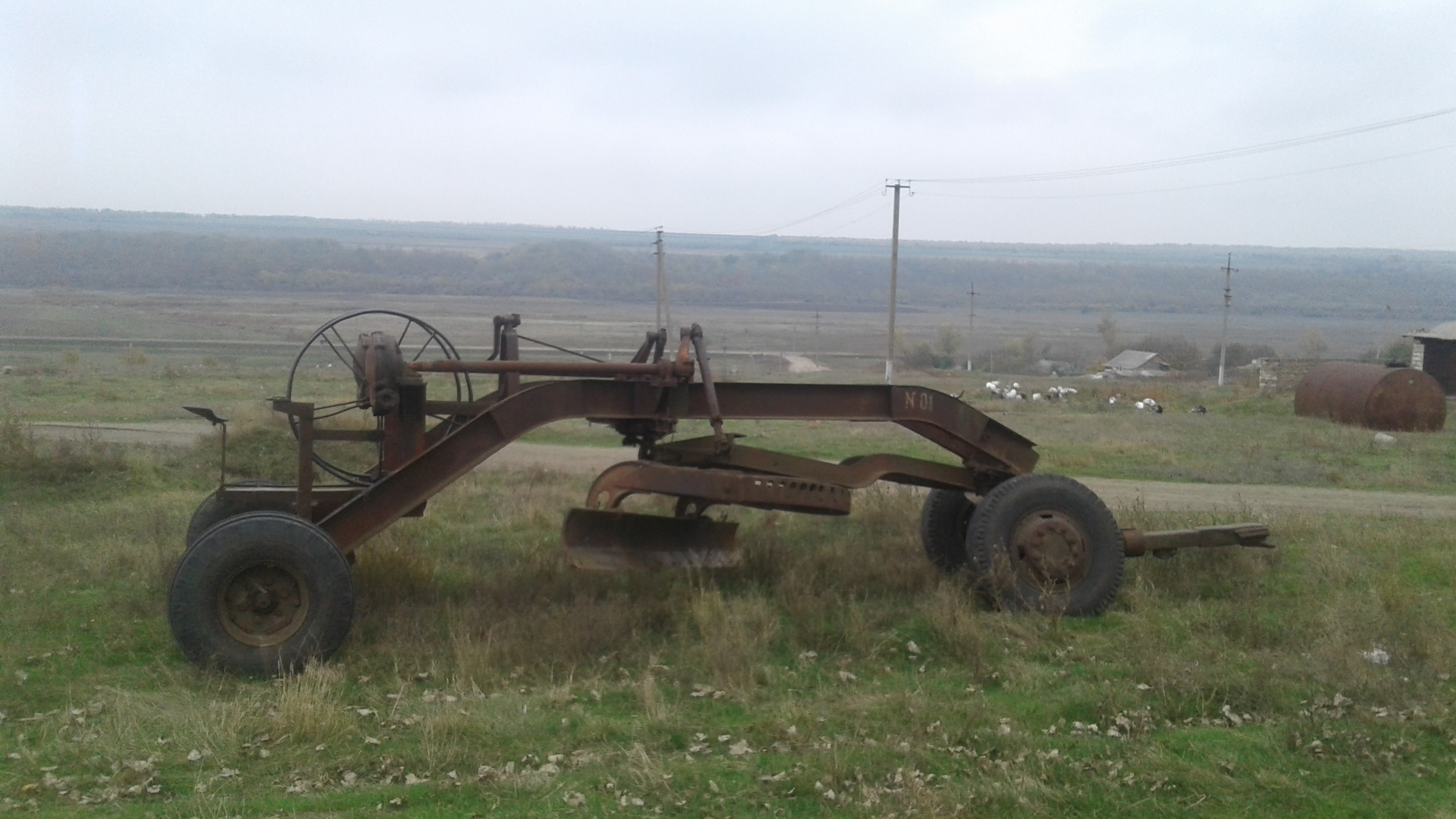
Прицепной грейдер Д-20Б

Гре́йдер (англ. grader, от англ. grade — нивелировать, выравнивать) — прицепная или самоходная машина для планировки и профилирования площадей и откосов, разравнивания и перемещения грунта, снега или сыпучих строительных материалов.
Выполнение всех функций грейдера происходит с помощью специального рабочего органа — отвала с ножом, который смонтирован на раме машины. Его можно поднимать, опускать, поворачивать в горизонтальной и вертикальной плоскости.
Самоходные грейдеры носят также название автогрейдеры. Отвал автогрейдера снабжен механическим или гидравлическим управлением, приводимым в действие от двигателя.
Иногда на автогрейдере устанавливается вспомогательный орган — кирковщик, который состоит из 7—11 зубьев, предназначенных для разрушения дорожных одежд и покрытий при ремонте дорог.
Грейдеры применяются при строительстве и содержании дорог, аэродромов, в сельском хозяйстве.
Первые автогрейдеры в СССР (модель В-1) были выпущены в 1947 году Пайдеским заводом дорожных машин (тогда —  Механической центральной ремонтной мастерской). Конструктором грейдера был Арнольд Вольберг, основой для него послужил грузовой автомобиль ГАЗ-АА.
Длина ножей грейдеров, выпускаемых в СССР, а впоследствии и в России — 2,5—4,5  м; производительность 45 м3/ч.

## Автоматика нивелирования для автогрейдера

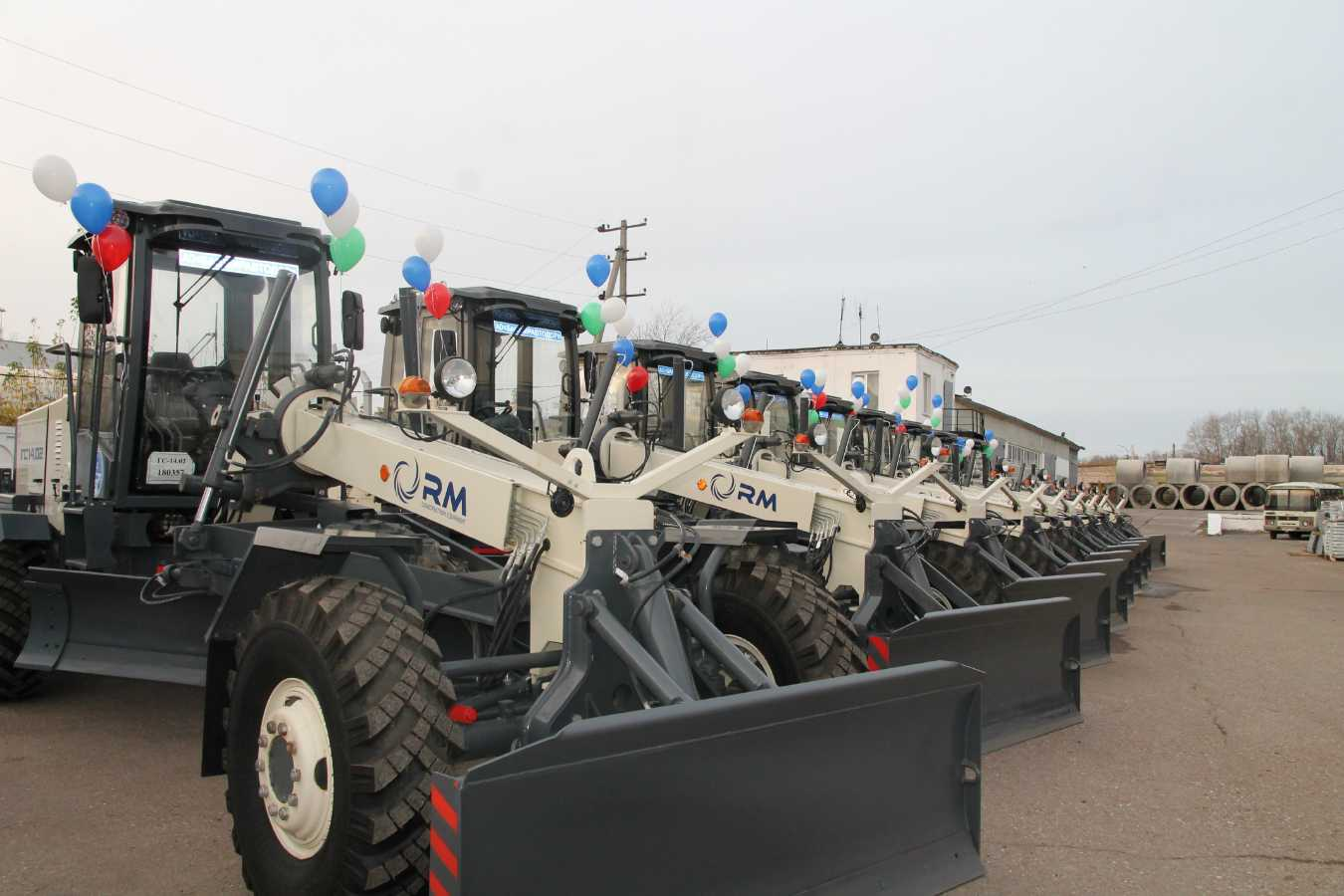
Автогрейдер ГС-14.02

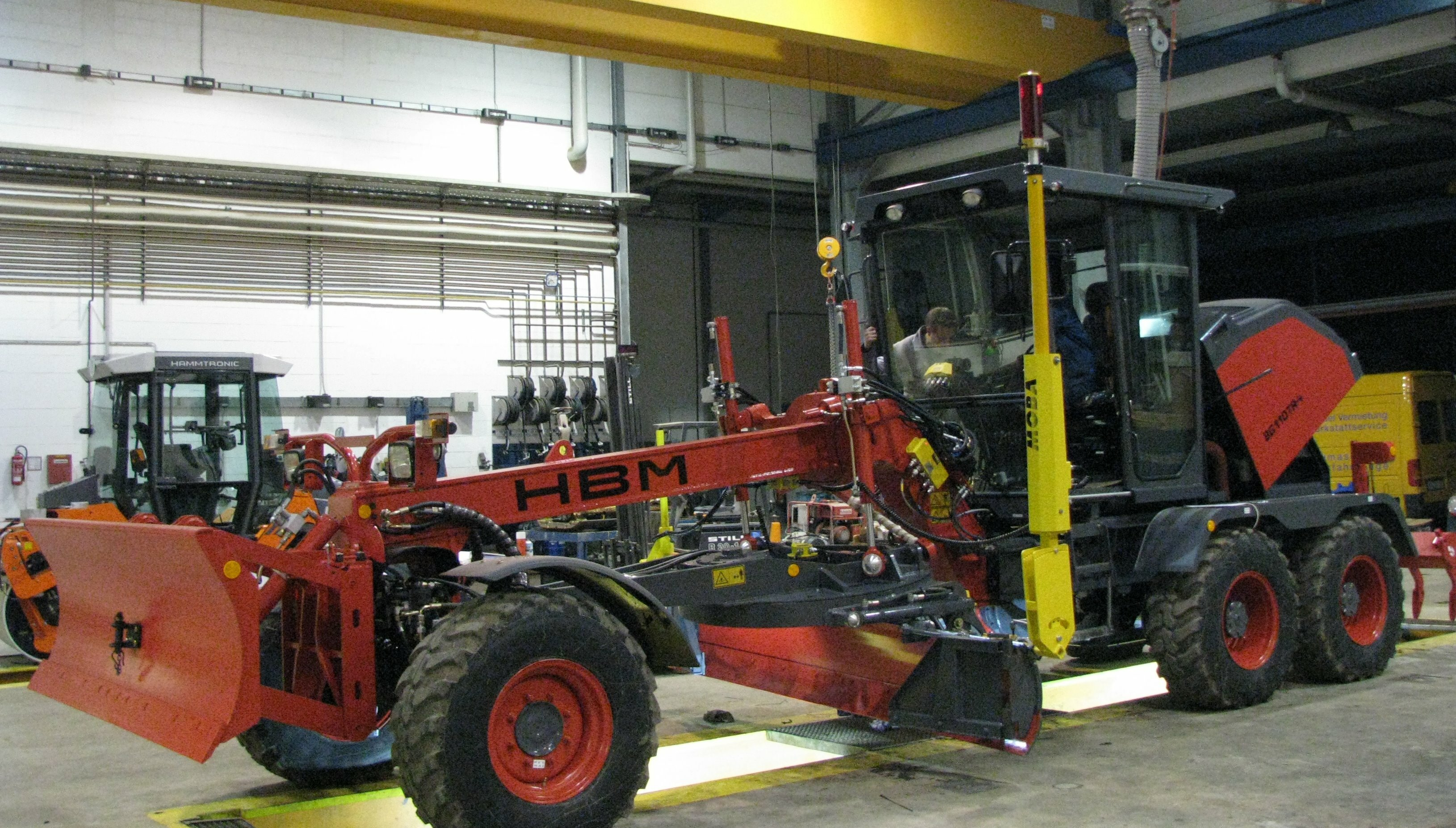
Автогрейдер, оснащенный автоматикой нивелирования

Автогрейдеры - машины, имеющие объемный гидравлический привод регулировки положения отвала, могут оснащаться автоматическими системами нивелирования, применение которых облегчает работу оператора и позволяет добиться необходимых параметров профилируемой поверхности за меньшее число проходов грейдера, что повышает технико-экономические показатели машины .

## Рекордсмены
Самый большой из когда-либо созданных в мире грейдеров — Acco Grader итальянской компании Umberto Acco Company. Был выпущен в единственном экземпляре. Весил 160 тонн, имел два двигателя Caterpillar, суммарная мощность которых составляет 1700 л.с. Мотор на 1000 л.с. находился в задней части машины, на 700 л.с. — в передней.
Первоначально «рекордсмена» построили для экспорта в Ливию. Однако из-за действовавших в то время ограничений на торговлю с Ливией машину так и не доставили заказчику, да и после победы революции Каддафи последняя предпочла преимущественно советские машины ДЗ. В итоге машина оставалась на хранении в Италии (в основном как туристический аттракцион), а к сентябрю 2012 года  была разобрана: отвал, кабина и задние колеса проданы, шасси разрезано на металлолом.